# Жерниця Нижня
Жерниця Нижня (пол. Żernica Niżna) — колишнє село на перетині етнічних українських територій Лемківщини і Бойківщини. Зараз знаходиться в Польщі, у гміні Балигород Ліського повіту Підкарпатського воєводства. Розташоване в пасмі гір Західних Бескидів, недалеко від кордону зі Словаччиною та Україною.

## Історія
Ймовірно, поселення було засноване за часів Київської Руси на руському праві.
Поселення над потоком Рухлін вперше згадується в документі 1480 р., як поселення на волоському праві. Перша назва — Шерниця (Szernycza). Входило село до Сяноцької землі Руського воєводства.
З 1772 р. до 1918 р. у складі Австрії й Австро-Угорщини, провінція Королівство Галичини та Володимирії. На 1895 р. село мало 48 хат, у ньому проживало 363 особи, з них 207 греко-католиків, 131 римо-католик і 25 юдеїв.
У 1919—1939 рр. — у складі Польщі. Село належало до Ліського повіту Львівського воєводства, у 1934—1939 рр. у складі гміні Лісько. На 01.01.1939 у селі було 500 жителів, з них 300 українців-грекокатоликів, 160 українців-римокатоликів, 10 поляків і 30 євреїв.
Після закінчення Другої Світової Війни більшість українського населення було вигнано з своїх прадавніх земель і переселено в СРСР в 1945-1946 рр., решту депортовано в ході операції «Вісла» на новоздобуті понімецькі землі Польщі.

### Демографія

Церква арх. Михаїла, споруджена у 1843 р., зруйнована у 1947 р.

На 1785 рік село мало 15.87 км² земельних угідь. Населення складало 349 греко-католиків, 50 римо-католиків і 6 юдеїв.
1840 — 215 греко-катол.,
1859 — 219 греко-катол.,
1879 — 240 греко-катол.,
1899 — 278 греко-катол.,
1926 — 350 греко-катол.,
1936 —3 68 греко-катол.

### Церква Св. Архангела Михаїла
Церква філіальна, була побудована на місці старої. Належала до парафії в с. Жерниця Вижня Балигородського Деканату. Церква в селі існувала вже в 16 ст. Остання церква — мурована, збудована в 1843 році. Зруйнована у 1947 р. Залишились рештки фундаменту і 3 хрести з даху церкви.

## Сучасність
Станом на 2014 рік від села залишилось невелике греко-католицьке кладовище і єдина будівля — каплиця ПреСвятої Богоматері Остробрамської, де щороку в останній день травня відбувається богослужіння.